# Auguste Wambst

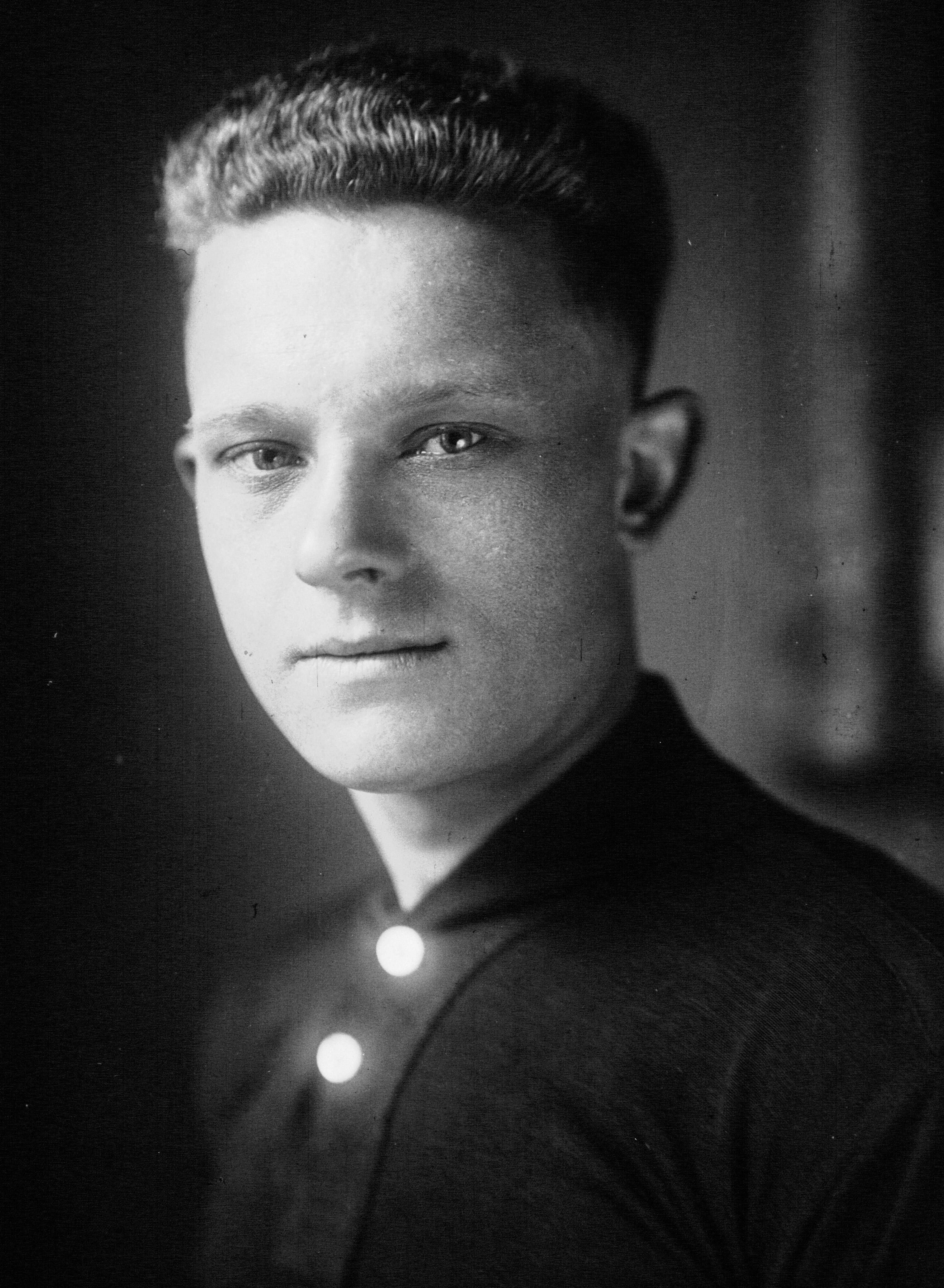
Auguste Wambst.

Auguste René Wambst, född 19 december 1908 i Lunéville, död 11 mars 1987 i Nice, var en fransk professionell tävlingscyklist. Han var bror till Georges och Fernand Wambst.
Wambst var på 1930-talet en av Frankrikes bästa stayerryttare och vann 1935 franska mästerskapet.